# Kymmene Ab

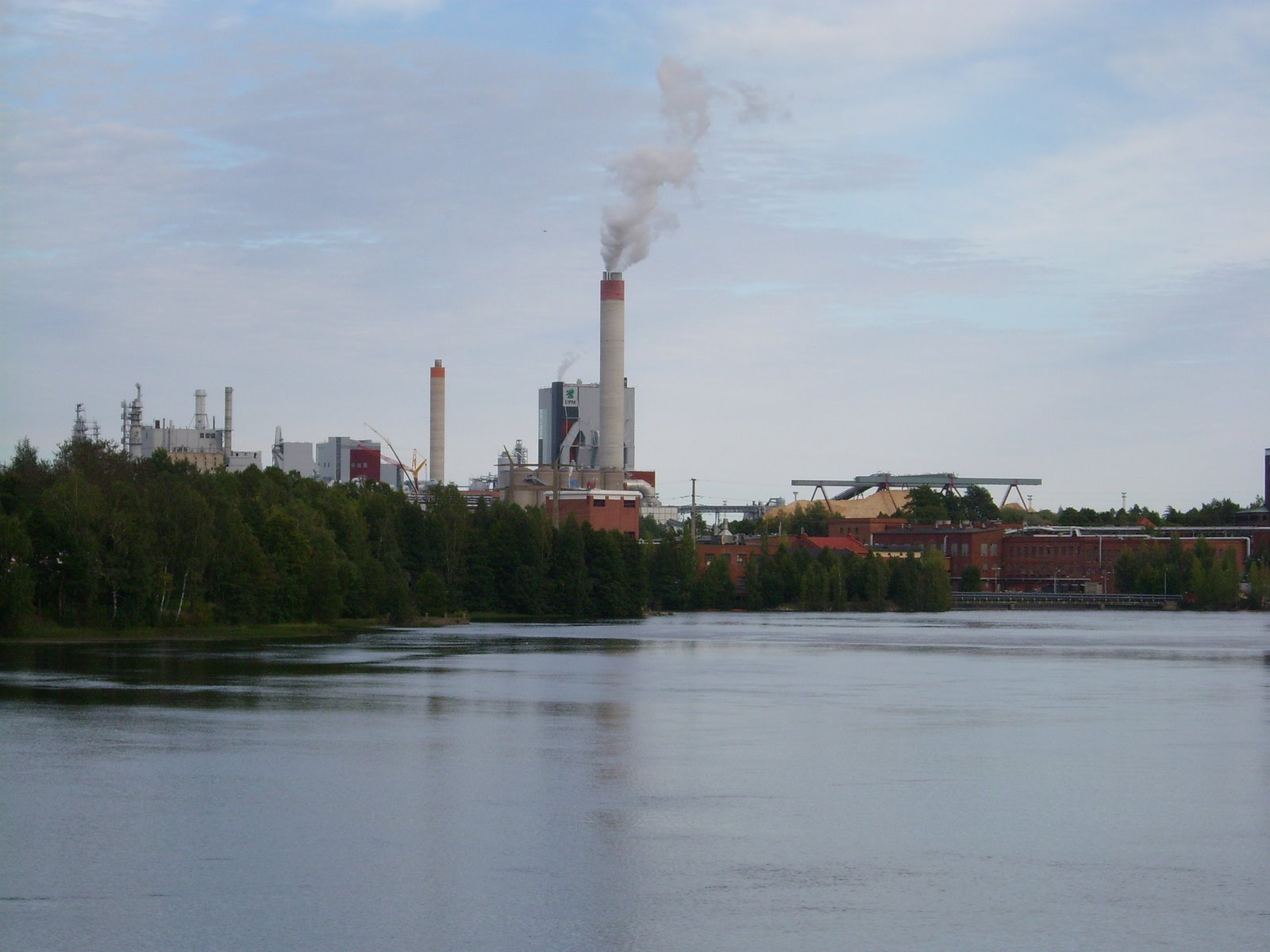
Kuusankoski massa- och pappersbruk

Kymmene Ab var ett finländskt skogsindustriföretag som grundades 1872. Efter en fusion 1996 blev företaget en del av UPM-Kymmene.
Kymmene grundades som Kymmene Aktiebolag 1872 av bland andra Axel Wilhelm Wahren och bröderna Ernst och Magnus Dahlström i handelshuset C.M. Dahlström  för att bygga en fabrik för mekanisk massa (ett hyvleri, en pappersfabrik och en cellulosafabrik i Kuusankoski) i Kuusankoski i landskapet Kymmenedalen. Järnvägen Riihimäki–Sankt Petersburg hade en järnvägsknut i Kouvola strax nedströms vid Kymmene älv. Företaget blev Finlands största papperstillverkare 1882.
I närheten vid Kymmene älv byggdes ungefär samtidigt två andra pappersbruk. Carl Robert Mannerheim var engagerad i grundandet av Kuusankoski bruk vid samma forsar i Kuusankoski och ledde företaget 1872–1878. Rudolf Bernhard Elving startade 1902 Voikkaa bruk strax uppström Kuusankoskiforsarna. Detta  blev det största i Finland med fyra pappersmaskiner, och också en sulfitmassafabrik byggdes där. Han ledde företaget de första åren.
År 1904 slogs Kymmeneälvs-, Kuusankoski- och Voikkaafabrikerna samman i Kymmene Ab. De hade då sammanlagt 2 200 anställda och blev Finlands största aktiebolag och Nordens största pappersproducent, med Ryssland som huvudsaklig exportmarknad. Det leddes under de första åren av Rudolf Bernhard Elving som heltidsarbetande styrelseordförande, och byggdes ytterligare ut.  
Fabriken i Voikkaa brann ned 1906, men byggdes upp igen, nu med tolv pappersmaskiner. Ledningen övertogs av Gösta Serlachius. Under första världskrigets goda konjunktur köptes Strömsdals bruk i Juankoski och 1916 det norskägda Halla Oy i dåvarande Kymmene kommun.
Ett omfattande investeringsprogram gjordes 1937, som förstärkte Kymmene Ab:s position som Nordens största papperstillverkare med en årsproduktion på 300 000 ton. 
En internationalisering inleddes 1930 med köp av Star Paper Ltd i Storbritannien. Kymmene Ab grundade 1967 tillsammans med Oy Kaukas Ab Nordland Papier GmbH i Tyskland och förvärvade 1977 Papeteries Bouchers SA i Frankrike. I mitten av 1970-talet hade Kymmene över 8 000 anställda. 
Kymmene genomförde flera företagsköp i Finland, bland andra Högfors bruk 1933, som såldes 1985, Oy Kaukas Ab 1986 och Oy Wilh. Schauman Ab 1988. Under perioden 1983–1986 var Kymmene fusionerat med Oy Strömberg Ab, men Strömbergsdelen såldes till ASEA 1986. 
År 1996 bildades UPM-Kymmene Oy genom sammanslagning av Kymmene Oy med Repola Oy.